# 마누셀라모자이크꼬리쥐
마누셀라모자이크꼬리쥐(Melomys fraterculus)는 쥐과에 속하는 설치류의 일종이다. 인도네시아에서만 발견된다. 인도네시아 스람섬 우림에서 서식한다. 표본 몸무게는 66.5g이고, 꼬리 길이 126~140mm를 제외한 몸길이는 118~135mm이다.